# 水雷衝角艦

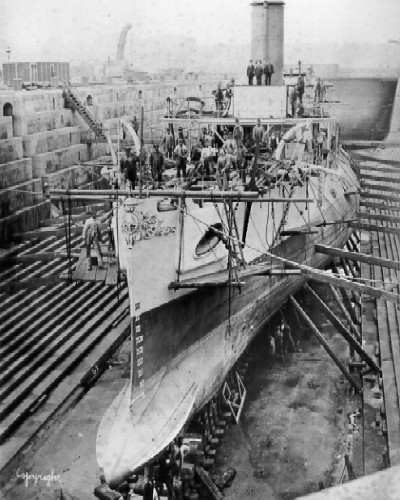
水雷衝角を持つイギリス軍艦ポリフェムス

水雷衝角艦（すいらいしょうかくかん）とは、水雷衝角を持つ艦である。

## 概要
水雷衝角は魚雷発射管と衝角を融合したもので、一種の魚雷艇が装備した。これには巡洋艦とモニター艦から設計要素が取り入れられた。運用の目的は、安価で小型の兵装を沿岸防御と戦闘に提供することである。モニター艦のように、水雷衝角艦はごくわずかな乾舷しか持たずに使用され、時々は数インチしか甲板と水面との差がなかった。このような艦は煙突と砲塔だけが敵の砲火に晒された。またこれらの艦は、砲塔が装備する砲兵装に加えて魚雷を装備していた。初期の設計では、艦首から棒で展長でき、目標を強く打撃することによって爆発した外装水雷を装備した。後の設計では、魚雷発射管から打ち出される自動推進式の魚雷を用いたが、敵を打撃するという概念は保持された。これは英国軍艦ポリフェムスのような設計へと至った。この艦は5基の魚雷発射管を持つ。2基はそれぞれ右舷と左舷に配置され、1基が艦首中央の補強された衝角に装備された。
ロバート・ホワイトヘッドを起源とする、自動推進式の魚雷が発明された頃と時を同じくして、水雷衝角艦の概念は提起された。最初期の自動推進式の魚雷は、明らかに非常に破壊力のある兵装であったが、極めて射程が不足しており、到達速度は無能にも10ノットを超えられなかった。これは静止目標以外にこの兵装を投入できないことを意味した。この問題のもう一つの結果は、魚雷の最善の運用について、海軍内で多くの試行錯誤が行われたことであった。1870年代にかけ、魚雷を搭載する軍艦のために多数の提案がなされた。
最初期の魚雷搭載艦の設計と同じく、水雷衝角艦は、港湾に停泊し、投錨している状態の敵艦船を攻撃した。水雷衝角艦の低姿勢と高速は、発見と妨害を困難なものとしたが、これにより水雷衝角艦の攻撃は夜襲を行うことが定法となった。水雷衝角艦がひとたび港湾に到達すれば、水雷衝角艦はどのような港湾を防衛する戦力があろうとも突入することとされ、投錨中の艦船に対して直進し、艦船が行動をはじめる前に魚雷を発射した。これに成功した場合、水雷衝角艦は友軍と合流するために高速で港湾を脱出する。

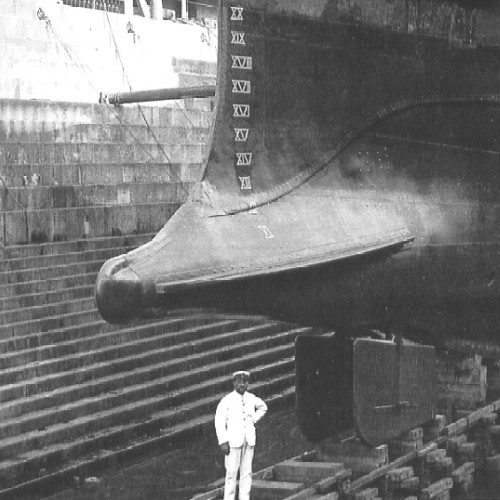
ポリフェムスの衝角。内部に魚雷発射管が内蔵されている

この戦術が実用的なものでなかったことはすぐ明らかになった。このため水雷衝角艦は一時的なものにとどまり、決して主流とはならなかった。他に、より実用的な、魚雷を運用する艦種が出現し、この設計は19世紀末までには広く放棄された。水雷衝角艦は少数の艦だけが生産された。艦級で最高とされる記録例は、前記のポリフェムスとアメリカ海軍のイントレピッドである。その衝角によって港湾埠頭の破壊に用いられたとき、ポリフェモスはこれらの艦が負わせ得る潜在的な威力を示したが、有事の活動に大規模に投入されることはなかった。これらの艦はほぼ魚雷試験に用いられた。
これらの艦を製造した当の海軍の任務で全く重んじられないあいだ、水雷衝角艦は戦闘用の艦の概念として、その有用性を遠く凌駕した方法で衆目を集めたと言える。ウェルズのSF古典『宇宙戦争』では、英雄的な英国軍艦サンダーチャイルドが水雷衝角艦として設定されており、この艦は火星のトライポッド（三脚戦車）を2台撃破した。水雷衝角艦が示した限定的な軍用上の価値からすれば、文学の古典に登場し、ウェルズを不滅としたことが水雷衝角艦の最大の業績であるとも言える。